# 20000
20000是19999至20001之间的自然数。

## 20000至29999的數
- 20011-中心三角形數、中心三角形質數（A125602）。
- 20160-高合成数（A002182）。
- 20161-中心十邊形數、中心十邊形質數（A090562）。
- 20201-中心正方形數、中心正方形質數（A027862）。
- 20230-五角錐數（A002411）。
- 20359-中心三角形數、中心三角形質數（A125602）。
- 20475-五胞體數（A000332）。
- 20483-中心七邊形數、中心七邊形質數（A069099）。
- 20540-四角錐數（A000330）。
- 21013-中心正方形數、中心正方形質數（A027862）。
- 21147-贝尔数（A011971）。
- 21841-中心正方形數、中心正方形質數（A027862）。
- 21856-八面體數（A005900）。
- 21952-立方數（A000578）。
- 22050-五角錐數（A002411）。
- 22111-中心十邊形數、中心十邊形質數（A090562）。
- 22140-四角錐數（A000330）。
- 22222-純位數、回文數、卡布列克數（A006886）。
- 23251-中心三角形數、中心三角形質數（A125602）。
- 23751-五胞體數（A000332）。
- 23821-四角錐數（A000330）。
- 23969-八面體數（A005900）。
- 23976-五角錐數（A002411）。
- 23981-中心正方形數、中心正方形質數（A027862）。
- 24151-中心十邊形數、中心十邊形質數（A090562）。
- 24211-邹赛尔数（A051015）。
- 24389-立方數（A000578）。
- 24421-中心十邊形數、中心十邊形質數（A090562）。
- 24851-中心十邊形數、中心十邊形質數（A090562）。
- 25287-贝尔数（A011971）。
- 25085-邹赛尔数（A051015）。
- 25200-高合成数（A002182）。
- 25585-四角錐數（A000330）。
- 25561-中心十邊形數、中心十邊形質數（A090562）。
- 25939-中心三角形數、中心三角形質數（A125602）。
- 26011-五角錐數（A002411）。
- 26214-八面體數（A005900）。
- 26681-中心正方形數、中心正方形質數（A027862）。
- 27000-立方數（A000578）。
- 27011-中心十邊形數、中心十邊形質數（A090562）。
- 27405-五胞體數（A000332）。
- 27434-四角錐數（A000330）。
- 27541-中心三角形數、中心三角形質數（A125602）。
- 27559-邹赛尔数（A051015）。
- 27720-高合成数（A002182）。
- 27751-中心十邊形數、中心十邊形質數（A090562）。
- 27846-調和數、歐爾調和數（A001599）。
- 28158-五角錐數（A002411）。
- 28595-八面體數（A005900）。
- 28657-斐波那契数（A000045）、馬爾可夫數（A002559）。
- 29191-中心三角形數、中心三角形質數（A125602）。
- 29303-中心七邊形數、中心七邊形質數（A069099）。
- 29341-卡邁克爾數（A002997）。
- 29370-四角錐數（A000330）。
- 29791-立方數（A000578）。
- 29947-中心七邊形數、中心七邊形質數（A069099）。

## 在其他領域中
- 小行星20000
- 20000系
- ISO/IEC 20000
- 台鐵20000系鋼體客車